# Levitron
Levitron es una marca de juguetes y regalos en los mercados de Ciencia y Educación propiedad en Estados Unidos de Creative Gifts Inc. and Fascination Toys & Gifts. El giroscopio Levitron es un juguete comercial que demuestra el fenómeno de levitación conocido como levitación magnética estabilizada por rotación (in). Existen incluso otras versiones de globos terráqueos que flotan y rotan, una nave espacial, un Beetle de VW, y hasta fotos que flotan utilizando el mismo mecanismo. 750.000 unidades fueron vendidas en Estados Unidos entre 1994 y 1999.

## El dispositivo
Consiste básicamente de una peonza o trompo magnético permanente que gira levitando sobre una base también magnética de forma anular. Esto lo transforma en una especie de giroscopio. Para compensar la fuerza de gravedad y la fuerza magnética contrapuesta, posee anillos a modo de contrapesos que deben colocarse pacientemente hasta lograr un equilibrio determinado. Para lograr una perfecta estabilización en el proceso de levitación, existen parámetros funcionales, como el peso y la velocidad de rotación de la peonza, los cuales son fundamentales para lograr un buen equilibrio y lograr la levitación. Empleando los principios del campo magnético y la estabilización giroscópica, Levitron enseña cómo lograr la levitación de su peonza mostrando una serie de pasos interactivos. 
La estabilización de rotación de la peonza que levita, paulatinamente sufre una natural y gradual pérdida a su vez en la velocidad, de modo que el fenómeno de la levitación, en esta forma natural, dura un plazo de cuatro minutos, a menos que se le provea una energía externa que ayude a sostener la rotación, lo cual es posible utilizando el Levitron Perpetuator.
Para poder lograr la levitación, se puede ayudar con una cubierta plástica transparente que se coloca encima de la gran base magnética, la peonza se hace girar sobre esa cubierta con un registro medio de 25 a 50 rotaciones por segundo (1500-3000 RPM). Si la velocidad de rotación es demasiado lenta, la peonza caerá encima y se deslizará hacia un lado; si en cambio es demasiado rápida, no se orientará para seguir al flujo magnético, entonces se moverá y se deslizará. Puesto que puede ser difícil hacer girar la peonza rápidamente con la mano, existe la posibilidad de hacerla girar con un dispositivo alimentado a pilas que le da el impulso inicial para hacerla girar mediante el impulso de un motor eléctrico. Luego, la cubierta plástica transparente se debe levantar a mano lentamente hasta que, si las condiciones de peso y velocidad son correctas, la peonza se levante y levite sobre ella logrando el punto de equilibrio mecánico. 
A la peonza se le deben colocar suplementos de peso con arandelas de diferente tamaños y precios que vienen junto con el kit. Si es demasiado pesado no se levantará sobre la cubierta plástica y si es demasiado liviano volará hacia arriba y luego se irá a un costado.
Después de algunos minutos, la peonza cae cuando la fricción del aire la retarda por debajo de la velocidad crítica. La temperatura y corrientes de aire, la vibración del terreno, y las interrupciones de la fuente de energía también alteran el delicado equilibrio necesario para lograr la estabilidad de la peonza. Versiones más costosas de laboratorio pueden sostener la levitación de la peonza en forma indefinida, manteniendo activamente la rotación de la misma compensada por artificios de la rotación. Los fabricantes del Levitron han desarrollado un “Perpetuator”, que se coloca debajo del Levitron y que envía impulsos magnéticos adicionales. La fuerza adicional impulsa a la peonza para hacerla girar lo suficiente como para mantener una velocidad constante. Con una velocidad constante, y con el Levitron nivelado perfectamente, la peonza de Levitron puede girar por períodos de tiempo mucho más largos.

## Historia de la compañía

### Invención y patentes
El dispositivo que más adelante fue llamado Levitron fue inventado y patentado originalmente por el inventor Roy Harrigan de Vermont. Un empresario de Seattle, se encontró con que la patente estaba en proceso y en vías de intentar perfeccionar una peonza que levitaba. En ese intento pidieron prestado el prototipo de Harrigan, analizando su física con la ayuda de su padre en lo cual trabajó en Los Álamos National Laboratory of USA (del United States Department of Energy), entonces registró como propia una patente de la mejora.

### Pleito de la marca registrada
Dos individuos crearon en Nuevo México una compañía llamada “UFO” para poner el Levitron según los términos de un acuerdo verbal en sociedad con Hones' company, Creative Gifts, Inc. Los esfuerzos en formalizar el acuerdo escrito fueron causa de un futuro enfrentamiento. después de que los directores de UFO aprendieran sobre la invención anterior del dispositivo de Harrigan, y rediseñaran su website para acusar a Hones de robar la invención de Harrigan. Creative Gifts, a su vez, demandó en la corte de distrito de Estados Unidos de Nueva México contra UFO y a sus dueños como infracción de la marca registrada. En el juicio y en la apelación del décimo circuito (Creative Gifts, Inc. v. UFO, 235 F.3d 540 (10th Cir. 2000) (Nuevo México)). Las demandas de la marca registrada de Creative Gifts fueron mantenidas, y todas las contradenuncias de UFO fueron rechazadas después de que UFO se había estado representando como el favorable demandado como pro se, fue sancionado por la corte para el abuso del descubrimiento. La apelación de la corte, observando que UFO había sometido un escrito que se abría de la página-uno sin citaciones al expediente o a la discusión de la ley relevante, comentó en su decisión, ellos se retiraron por sí mismos.